# باشگاه فوتبال لوانته
باشگاه فوتبال لوانته (به اسپانیایی: Levante UD) باشگاه فوتبال اسپانیایی است که در شهر والنسیا قرار دارد و هم‌اکنون در سگوندا دیویسیون اسپانیا بازی می‌کند.
این باشگاه در سال ۱۹۰۹ تأسیس شده‌است.

## سازنده لباس
شرکت کلمه، یک شرکت اسپانیایی است که سازنده لباس‌های ورزشی است. این شرکت در حال حاضر سازنده لباس‌های تیم‌هایی مثل الچه، لوانته و تیم ملی فوتبال کنیا است.